# Egipto en los Juegos Olímpicos de Los Ángeles 1984
Egipto estuvo representado en los Juegos Olímpicos de Los Ángeles 1984 por un total de 114 deportistas, 108 hombres y 6 mujeres, que compitieron en 15 deportes.
El portador de la bandera en la ceremonia de apertura fue el jugador de baloncesto Mohamed Sayed Soliman.

## Medallistas
El equipo olímpico egipcio obtuvo las siguientes medallas:
| Nombre              | Deporte | Competición     |
| ------------------- | ------- | --------------- |
| Oro                 |         |                 |
| —                   |         |                 |
| Plata               |         |                 |
| Mohamed Ali Rashwan | Judo    | Clase abierta M |
| Bronce              |         |                 |
| —                   |         |                 |